# Alfa Volantis
Alfa Volantis (α Vol, α Volantis) è una stella della costellazione del Pesce Volante. Nonostante nella nomenclatura di Bayer abbia ricevuto la lettera greca α,  con una magnitudine di 4,00 è solamente la quinta stella più luminosa della propria costellazione. La sua distanza dal sistema solare è di 125 anni luce.

## Osservazione
Posta nella piccola costellazione australe del Pesce Volante, la sua visibilità è quasi del tutto limitata alle sole regioni poste a sud dell'equatore, con la sola eccezione delle aree più meridionali dell'emisfero boreale, nella fascia tropicale. Essendo di magnitudine 3,98, la si può scorgere anche dai piccoli centri urbani, sebbene un cielo non eccessivamente inquinato sia maggiormente indicato per la sua individuazione.
Il periodo più propizio per la sua osservazione nel cielo serale ricade nel mesi compresi fra dicembre e maggio.

## Caratteristiche fisiche
La classificazione spettrale di α Volantis è incerta e varia a seconda delle fonti prese come riferimento. Talvolta viene classificata come subgigante bianca; tuttavia la sua temperatura superficiale, di circa 8430 K, la sua massa, poco più che doppia rispetto a quella del Sole, ed il raggio, pari a circa 2,5 volte quello solare, suggeriscono che si tratti di una stella bianca di sequenza principale che sta ancora fondendo idrogeno all'interno del suo nucleo, a metà della sua vita nella sequenza principale, che per stelle con questa massa è stimata essere lunga 900 milioni di anni.
Quello che è certo è che si tratta di una stella peculiare, e più precisamente di una stella a linee metalliche, per l'abbondanza di alcuni elementi e la deficienza di altri, rispetto alla norma.